# 多籽蒜
多籽蒜（学名：Allium fetisowii）为葱科葱属的植物。分布于中亚山区以及中国大陆的新疆等地，生长于海拔1,500米至2,000米的地区，见于山麓荒地，目前已由人工引种栽培。